# L'Année prochaine
Pour plus de détails, voir Fiche technique et Distribution.
L'Année prochaine est une comédie dramatique franco-belge réalisée par Vania Leturcq et sortie en 2014.

## Synopsis
Clotilde et Aude, deux copines en terminale au lycée, préparent le BAC avant de partir pour l'université l'année prochaine. Clotilde décide seule de partir pour Paris et met Aude au pied du mur pour qu'elle la suive. Aude accepte finalement de la suivre à la capitale. Leur relation fusionnelle de lycéennes s’étiole une fois l'année commencée.

## Fiche technique
- Titre original : L'Année prochaine
- Réalisation : Vania Leturcq
- Scénario : Vania Leturcq et Christophe Morand
- Directeur de la photographie : Virginie Surdej
- Monteur : Pierre-Yves Jouette
- Musique : Manuel Roland
- Producteur : Fabrice Préel-Cléach, Anthony Rey et Clothilde Metral
- Société de production : Offshore et Hélicotronc
- Distributeur : Chrysalis Films
- Budget : 1 200 000 €
- Pays de production :  Belgique et  France
- Genre : comédie dramatique
- Durée : 105 minutes
- Dates de sortie :
  - Canada : 26 août 2014 (Festival des films du monde de Montréal)
  - Belgique : 22 avril 2015
  - France : 24 juin 2015

## Distribution
- Constance Rousseau : Clotilde
- Jenna Thiam : Aude
- Julien Boisselier : Sébastien
- Kévin Azaïs : Stéphane
- Frédéric Pierrot : Bertrand, le père de Clotilde
- Anne Coesens : Ariane, la mère d'Aude
- Aylin Yay : Mme Feirrara, la prof de philo à la Sorbonne
- Esteban Carvajal Alegria : le partenaire de Clotilde à la Sorbonne